# Jack Pease, 1. Baron Gainford

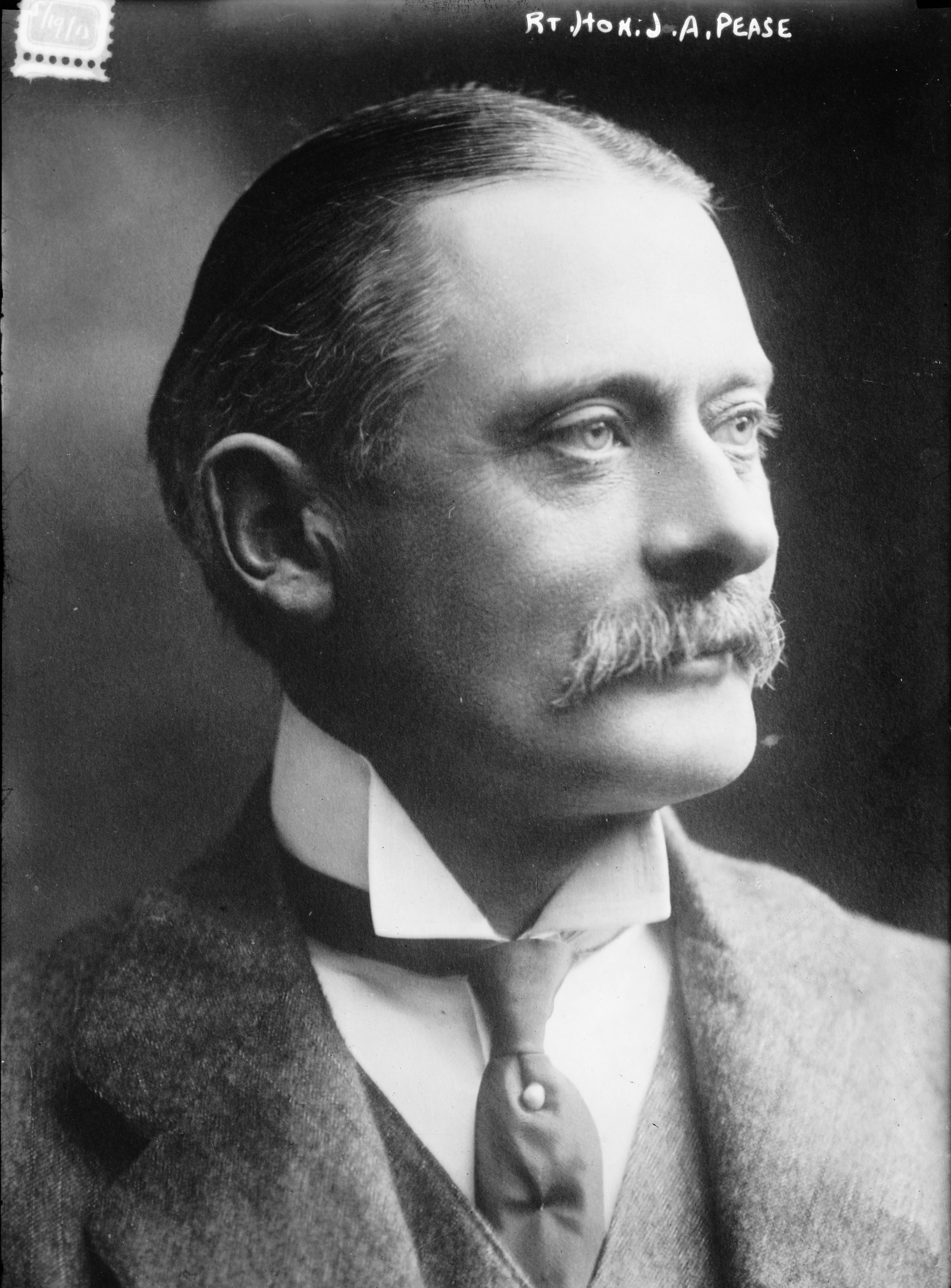
Jack Pease (1910)

Joseph „Jack“ Albert Pease, 1. Baron Gainford, PC, DL, JP (* 17. Januar 1860 in Darlington, County Durham, England; † 15. Februar 1943 in Headlam Hall, Gainford, County Durham) war ein britischer Politiker der Liberal Party.
Pease war mit kurzen Unterbrechungen zwischen 1892 und 1917 Abgeordneter des Unterhauses (House of Commons). Er war unter anderem von 1910 bis 1911 Kanzler des Herzogtums Lancaster (Chancellor of the Duchy of Lancaster), zwischen 1911 und 1915 Unterrichtsminister (President of the Board of Education) sowie 1916 Postminister (Postmaster General). Nachdem er 1917 zum Baron Gainford erhoben wurde, war er bis zu seinem Tode 1943 Mitglied des Oberhauses (House of Lords). Er fungierte zwischen 1922 und 1926 als Vorsitzender der Rundfunkanstalt British Broadcasting Corporation (BBC).

## Leben

### Familiäre Herkunft, Bürgermeister von Darlington und Unterhausabgeordneter

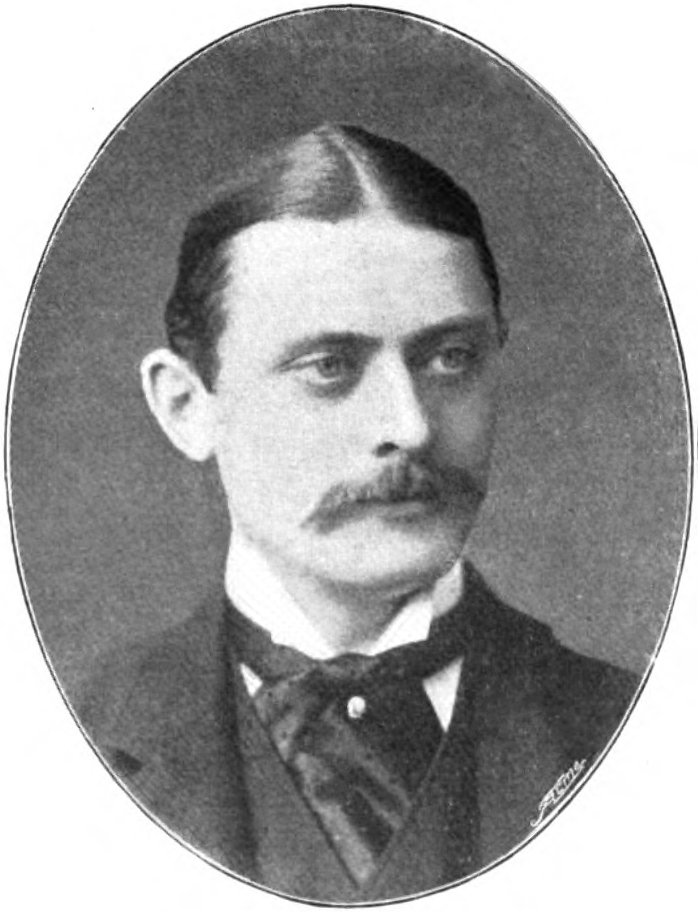
Jack Pease (1895)

Joseph „Jack“ Albert Pease ist eines von acht Kindern sowie der jüngere zweite Sohn des Politikers Joseph Pease, der zwischen 1865 und 1903 Abgeordneter des Unterhauses sowie 1882 zum Baronet, of Hutton Lowcross and Pinchinthorpe, erhoben wurde, sowie dessen Ehefrau Mary Fox. Sein älterer Bruder Alfred Pease war von 1885 bis 1892 sowie erneut zwischen 1897 und 1902 ebenfalls Abgeordneter des Unterhauses und erbte nach dem Tod des Vaters 1903 den Titel des 2. Baronet. Zu seinen weiteren Verwandten gehörten sein Onkel Arthur Pease, der ebenfalls Mitglied des House of Commons war, sowie dessen beiden Söhne Sir Arthur Pease, 1. Baronet (of Hammersknott), und Herbert Pease, der zwischen 1898 und 1923 ebenfalls Unterhausabgeordneter und ab 1923 als 1. Baron Daryngton Mitglied des Oberhauses war.
Nach dem Schulbesuch absolvierte Jack Pease ein Studium am Trinity College der University of Cambridge, das er mit einem Master of Arts (M.A.) abschloss. Danach war er Direktor des seiner Familie gehörenden Bergbauunternehmens Pease & Partners Ltd. tätig. Seine politische Laufbahn begann er in der Kommunalpolitik von 1890 bis 1891 als Bürgermeister von Darlington. Anschließend wurde er am 4. Juli 1892 für die Liberal Party erstmals zum Abgeordneten des Unterhauses (House of Commons) gewählt und vertrat in diesem bis zum 1. Oktober 1900 den Wahlkreis Tyneside. Zugleich war er zwischen 1892 und 1895 Parlamentarischer Privatsekretär eines Kabinettsmitglieds. Er war zugleich zeitweise Deputy Lieutenant (DL) des County Durham und Friedensrichter (Justice of the Peace) des County Durham sowie für das North Riding of Yorkshire.
Nachdem Pease bei der Unterhauswahl vom 23. September bis 24. Oktober 1900 den Wiedereinzug ins House of Commons mit 6730 Stimmen (48,7 Prozent) gegen Hugh Crawford Smith (7093 Stimmen, 51,3 Prozent) verpasst hatte, wurde er bei einer durch den Tod des bisherigen Abgeordneten Armine Wodehouse notwendig gewordenen Nachwahl (By-election) im Wahlkreis Saffron Walden am 31. Mai 1901 wieder zum Abgeordneten des Unterhauses gewählt. Diesen Wahlkreis vertrat er bis zu seiner Niederlage bei der Unterhauswahl am 15. Januar 1910. Während dieser Zeit fungierte er im Kabinett Campbell-Bannerman zwischen dem 18. Dezember 1905 und dem 3. Juni 1908 als Lord im Schatzamt (Lord of the Treasury). Anschließend war er im ersten Kabinett Asquith vom 3. Juni 1908 bis zum 14. Februar 1910 Parlamentarischer Sekretär des Schatzamtes (Parliamentary Secretary to the Treasury) sowie zugleich als Erster Parlamentarischer Geschäftsführer (Chief Whip) der Fraktion der Liberal Party im Unterhaus. Am 21. November 1908 wurde er auch Mitglied des Kronrates (Privy Council). Nachdem der bisherige Abgeordnete William Holland zum 1. Baron Rotherham erhoben wurde und aus dem Unterhaus ausgeschieden war, wurde er bei einer Nachwahl im Wahlkreis Rotherham am 1. März 1910 abermals zum Abgeordneten des Unterhauses gewählt, dem er nunmehr bis zum 3. Januar 1917 angehörte.

### Minister, Oberhausmitglied und BBC-Vorsitzender

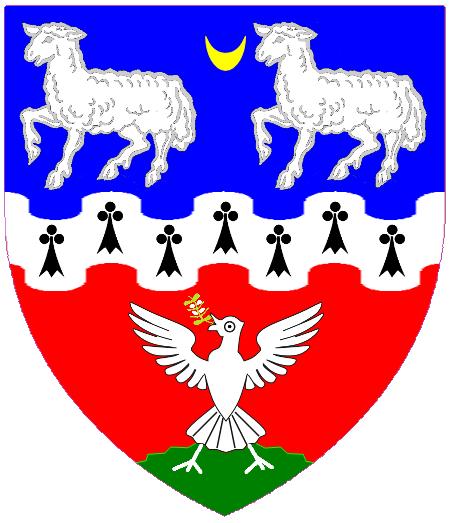
Wappen des Barons Gainford

Bereits am 14. Februar 1910 hatte Jack Pease im ersten Kabinett Asquith von Herbert Samuel den Posten als Kanzler des Herzogtums Lancaster (Chancellor of the Duchy of Lancaster) übernommen und übte diesen bis zum 23. Oktober 1911 aus, woraufhin Charles Hobhouse seine Nachfolge antrat. Er selbst wiederum übernahm im Rahmen dieser Kabinettsumbildung am 23. Oktober 1911 von Walter Runciman das Amt als Unterrichtsminister (President of the Board of Education) und behielt dieses bis zum 25. Mai 1915. Im darauf folgenden zweiten Kabinett Asquith löste er am 18. Januar 1916 Herbert Samuel als Postminister (Postmaster General) ab und bekleidete diesen Posten bis zum 5. Dezember 1916.
Nach seinem Ausscheiden aus dem Unterhaus wurde Pease durch ein Letters Patent vom 3. Januar 1917 in der Peerage of the United Kingdom als Baron Gainford, of Headlam in the County of Durham, zum erblichen Peer erhoben, wodurch er bis zu seinem Tod am 15. Februar 1943 Mitglied des Oberhauses (House of Lords) war. 1922 wurde er erster Vorsitzender der Rundfunkanstalt British Broadcasting Corporation (BBC), die am 18. Oktober 1922 ihren Sendebetrieb aufgenommen hatte. Diese Funktion behielt er bis 1926 und wurde dann von George Villiers, 6. Earl of Clarendon abgelöst.
Am 18. Oktober 1886 heiratete Joseph „Jack“ Albert Pease Ethel Havelock-Allan, Tochter des Generalleutnant und Unterhausabgeordneten Sir Henry Havelock-Allan sowie dessen Ehefrau Lady Alice Reynolds-Moreton. Aus dieser Ehe gingen die zwei Töchter und ein Sohn hervor. Die ältere Tochter Miriam Blanche Pease war Beamtin im Innenministerium (Home Office). Sein einziger Sohn Joseph Pease war Major der Lovat Scouts und erbte nach seinem Tode den Titel als 2. Baron Gainford. Die jüngere Tochter Faith Muriel Pease war mit Michael Beaumont verheiratet, der zwischen 1929 und 1938 ebenfalls Unterhausabgeordneter war, sowie Mutter des anglikanischen Geistlichen und Politikers der Liberal Party Timothy Beaumont, der 1967 als Baron Beaumont of Whitley wurde und nach seinem Parteiwechsel 1999 erstes Mitglied der Green Party of England and Wales Mitglied des Oberhauses war.

## Veröffentlichung
- Education and the War, 1914